# Erwin Tischler
Erwin Tischler (* 27. Juli 1951 in Köln) ist ein ehemaliger deutscher Radrennfahrer.

## Sportliche Laufbahn
Tischler nahm an den Olympischen Sommerspielen 1972 in München teil, dort belegte er mit dem deutschen Straßenvierer mit Johannes Knab, Algis Oleknacicius und Rainer Podlesch einen enttäuschenden 20. Platz im Mannschaftszeitfahren. Im olympischen Straßenrennen kam er beim Sieg von Hennie Kuiper auf den 22. Rang.
Das Eintagesrennen Cologne Classic gewann Tischler 1971. Im Olympiajahr gewann er die Berliner Etappenfahrt vor Leif Hansson. Seine einzige Medaille bei nationalen Meisterschaften der Amateure gewann er 1972 mit dem zweiten Platz im Mannschaftszeitfahren gemeinsam mit Erwin Derlick, Johannes Ruch, und Klaus-Peter Thaler. In der Rheinland-Pfalz Rundfahrt 1972 wurde er beim Sieg von Karl-Heinz Küster Dritter.
1973 wurde er Berufsfahrer im Radsportteam Rokado und blieb bis 1975 als Radprofi aktiv. Im Rennen der UCI-Straßen-Weltmeisterschaften 1973 schied er aus.